# Scrophularia hirta
Scrophularia hirta är en flenörtsväxtart som beskrevs av Richard Thomas. Lowe. Scrophularia hirta ingår i släktet flenörter, och familjen flenörtsväxter. Inga underarter finns listade i Catalogue of Life.